# Андріяшев Павло Іванович
Павло Іванович Андрія́шев (нар. 1875, Київ — пом. 3 лютого 1926, Харків) — український художник театру і педагог.

## Біографія
Народився 1875 року в Києві. Навчався в Училищі технічного малювання О. Штігліца в Санкт-Петербурзі.
Викладав малюнок у гімназіях; після жовтня 1917 року — у професійній школі Харкова; у 1920—1926 вів художньо-декоративний клас у Харківському художньому технікумі. Помер в Харкові 3 лютого 1926 року.

## Творчість
Оформив вистави:
- «Зелений папуга» Артура Шніцлера (1904), «Бюрократичним шляхом» О. Димова (1905) у київському театрі «Соловцов» під керівництвом Ісаака Дуван-Торцова;
- «Діти сонця» Максима Горького та «Ревізор» Миколи Гоголя (1905) у Київському загально-доступному театрі;
- «Гамлет» Вільяма Шекспіра, «Дні нашого життя» Леоніда Андреєва, «Зачароване коло» А. Ріделя, «Саломея» Оскара Вайльда (всі — 1906—1909) у театрі «Соловцов»;
- «Марія Стюарт» Фрідріха Шіллера, «Венеціанський купець» Вільяма Шекспіра, «Лихо з розуму» Олександра Грибоєдова (всі — 1909 — початок 1920) у Харківському міському театрі під керівництвом Миколи Синельникова.